# ヨナス・フェーレンバッハ
ヨナス・フェーレンバッハ（Jonas Föhrenbach 、1996年1月26日 - ）は、ドイツ・バーデン＝ヴュルテンベルク州フライブルク出身のプロサッカー選手。1.FCハイデンハイム所属。ポジションは、ディフェンダー (CB)。

## 経歴
地元クラブであるSCフライブルクの下部組織で育成された。ユース年代から高い評価を受けており、2014年のフリッツ・ヴァルター・メダルU-18部門で銅メダルを受賞した。
2015年8月の2. ブンデスリーガ第4節・フォルトゥナ・デュッセルドルフ戦でトップチームデビュー。フル出場し2-1の勝利に貢献した。